# Zoerab Zjvania
Zoerab Zjvania (Georgisch: ზურაბ ჟვანია) (Tbilisi, 9 december 1963 – 3 februari 2005) was een politicus uit Georgië. Hij was van 1992 tot 2003 lid van het parlement van Georgië, waar hij tussen 1995 en 2001 voorzitter van was. Hij was een van de leiders van de Rozenrevolutie van november 2003 en was daarna premier van Georgië tot aan zijn dood in februari 2005.

## Vroege jaren
Zjvania werd in 1963 geboren in Tbilisi. In 1985 behaalde hij zijn diploma aan de Faculteit van Biologie van de Staatsuniversiteit van Tbilisi, waar hij tot 1992 werkte als laborant en wetenschappelijk medewerker. In 1985 richtte hij met jongeren en bekende wetenschappers een milieubeweging op, die hij in 1988 van NGO transformeerde in een politieke partij.

## Politiek
Met deze transformatie van zijn milieubeweging tot Groene Partij van Georgië belandde Zjvania in de nationale politiek. Hij leidde deze partij tussen 1988 en 1993. Als oppositiegroep nam de partij deel aan de onafhankelijkheidsstrijd van Georgië. In september 1991 sloot de Groene Partij zich aan bij het verzet tegen de regering van de eerste president van Georgië, Zviad Gamsachoerdia. Het protest tegen Gamsachoerdia resulteerde in een gewelddadige staatsgreep en de vlucht van de president op 6 januari 1992.
Zjvania was in 1992-1993 medevoorzitter van de Europese Groene Partij, waarmee hij de eerste Oost-Europese (co-)voorzitter van de pan-Europese partij was. Hij werd in maart 1992 lid van de Staatsraad, die het parlement tijdelijk verving dat na de coup buitenspel was gezet. De Staatsraad werd geleid door Edoeard Sjevardnadze, de vroegere Sovjetminister van Buitenlandse Zaken, die door de leiders van de staatsgreep naar Georgië gehaald was. In oktober 1992 werd Zjvania namens de Groene Partij in het parlement gekozen.

### Burgerunie
Sjevardnadze richtte in het najaar van 1993 de politieke partij Burgerunie op, waar Zjnania zich bij aansloot. Hij was er tussen 1993 en 1995 algemeen secretaris van. Bij de parlementsverkiezingen op 25 november 1995 werd hij in het parlement herkozen, ditmaal namens de Burgerunie, en werd tot voorzitter van het parlement gekozen, een van de tweede machtigste posities in de Georgische politiek. Zjvania haalde verschillende hervormingsgerichte personen de partij binnen die ook in het parlement kwamen, waaronder Micheil Saakasjvili. Onder leiding van Zjvania slaagde het parlement erin de wetgeving te transformeren gebaseerd op principes van democratie, mensenrechten en markteconomie, wat zijn grootste verdienste was. Georgië vond vanaf dat moment de weg omhoog en kreeg aansluiting bij de internationale gemeenschap.
Er werd aangenomen Zjvania de beoogd opvolger van Sjevardnadze was, maar vanaf 1998 kwam de relatie tussen de twee steeds meer onder spanning te staan. Zjvania waarschuwde in juli 1998 dat corruptie en het falen van de regering om systeemhervormingen door te voeren, het land op "de rand van de afgrond" hadden gebracht en dreigde met opstappen. Hierna kreeg Zjvania de ruimte om zijn protégé Saakasjvili een prominentere plaats in de Burgerunie te geven. Na de parlementsverkiezingen van 1999 werd Zjvania herkozen als parlementsvoorzitter. De herverkiezing in 2000 van Sjevardnadze luidde de val in van zijn bewind. Vanaf de zomer van 2001 verlieten hervormingsgezinde kabinetsleden zijn regering, scheurde de fractie van de Burgerunie en werd de positie van Zjvania als parlementsvoorzitter getart door de oppositie en overgelopen partijgenoten. Op 1 november 2001 werd hij door Sjevardnadze gedwongen ontslag te nemen als parlementsvoorzitter na verschillende politieke crises in de voorafgaande maanden. Nino Boerdzjanadze volgde hem een week later op als voorzitter van het parlement.

### Verenigde Democraten

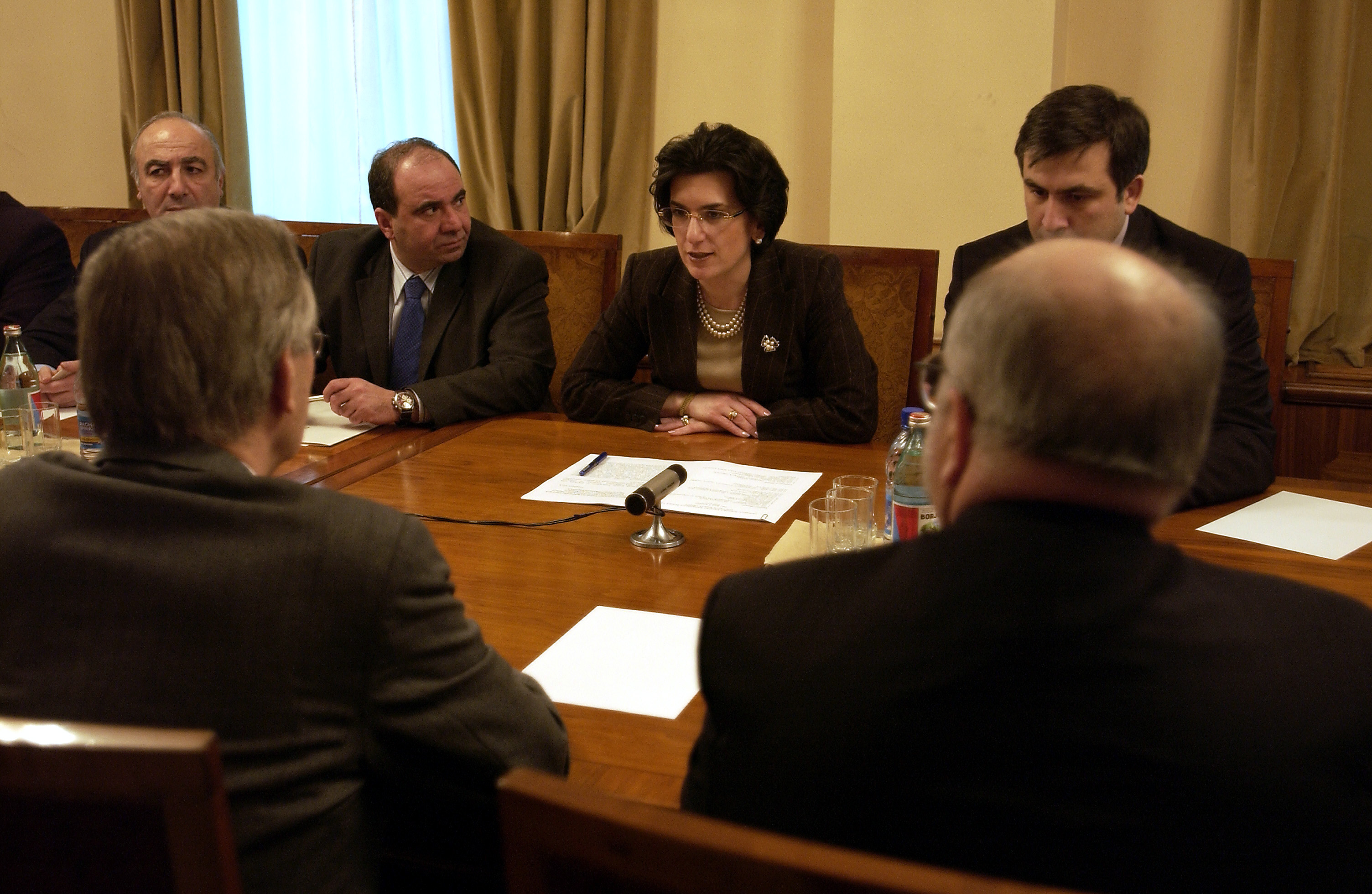
Hoofdrolspelers Rozenrevolutie: Zoerab Zjvania (2e links), Nino Boerdzjanadze (m), Micheil Saakasjvili (r). Hier als overgangsregering twee weken na de revolutie in een ontmoeting met de Amerikaanse defensieminister Donald Rumsfeld (december 2003).

Zjvania verliet de Burgerunie in het voorjaar van 2002 na een mislukte poging partijvoorzitter te worden en richtte de Verenigde Democraten op. Hij onderhield goede banden met Micheil Saakasjvili en zijn Nationale Beweging. De twee partijen trokken gezamenlijk op tegen Sjevardnadze, maar Zjvania behield afstand. In 2004 fuseerden de twee partijen uiteindelijk tot de Verenigde Nationale Beweging. Voor de parlementsverkiezingen van november 2003 ging Zjvania een alliantie aan met Boerdzjanadze onder de noemer 'Boerdzjanadze-Democraten'.
De parlementsverkiezingen werden als frauduleus veroordeeld door lokale en internationale waarnemers en westerse bondgenoten zoals de Verenigde Staten. Volgens de officiële uitslag won Sjevardnadze's Burgerunie de verkiezing en behaalde 'Boerdzjanadze-Democraten' bijna negen procent van de stemmen, oftewel 19 van de 235 zetels. In reactie op de chaotische stembusgang en misstanden organiseerden Saakasjvili, Zjvania en andere oppositieleiders massaprotesten tegen Sjevardnadze. 
Drie weken van demonstraties volgden, die resulteerden in het aftreden van Sjevardnadze op 23 november in wat de Rozenrevolutie is gaan heten. Het hooggerechtshof annuleerde diezelfde dag de resultaten van het evenredig gekozen deel van het parlement, terwijl de resultaten van de enkelvoudige districtszetels beleven staan. Parlementsvoorzitter Nino Boerdzjanadze werd op basis van een grondwettelijke bepaling waarnemend staatshoofd tot er een nieuwe president was gekozen. Zjvania werd staatsminister, feitelijk premier, van de overgangsregering, voorafgaand aan de nieuwe presidentsverkiezingen op 4 januari 2004, die Saakasjvili won. Daags na deze verkiezing kondigde Saakasjvili aan dat hij Zjvania als premier zou voordragen.

### Minister President

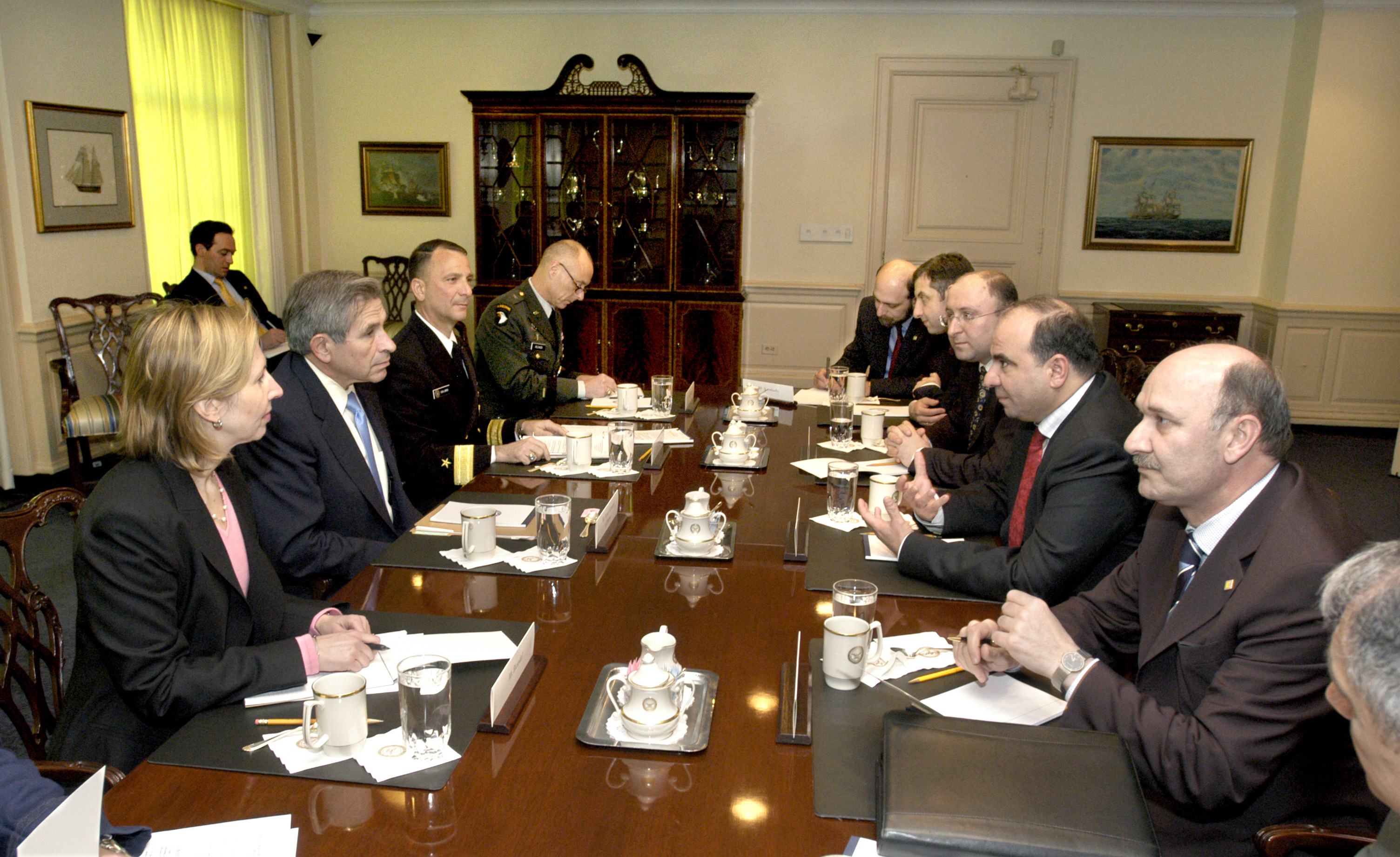
Premier Zjvania op bezoek bij het Amerikaanse Department of Defense

Als premier van Georgië kreeg Zjvania meteen grote uitdagingen met de hervormingsdrift van Saakasjvili, die hij eerder nog als "excessief radicalisme" bestempelde. De uitgesproken pro-westerse koers van de regering resulteerde in een reeks ontmoetingen tussen Zjvania en Amerikaanse kabinetsleden van president George W. Bush. Saakasjvili had beloofd het centrale gezag te herstellen in de afvallige gebieden Abchazië, Zuid-Ossetië en het afzijdige in zichzelf gekeerde Adzjarië. De regering richtte de pijlen eerst op Adzjarië, wat meteen tot een patstelling leidde. De regering zette de Adzjaarse autocratische leider Aslan Abasjidze in mei 2004 op geweldloze wijze af en verkreeg weer controle over de autonome republiek. 
Ondertussen vonden in maart 2004 nieuwe verkiezingen plaats voor het evenredig verkozen deel van het parlement, 150 van de 235 zetels. De partijen van Zjvania en Saakasjvili gingen een electorale alliantie aan onder de naam Nationale Beweging - Democraten, waar de Republikeinse Partij zich bij aansloot. De coalitie won twee derde van de stemmen en verkreeg door de kiesdrempel van zeven procent 135 van de 150 te verdelen zetels, waardoor ze met de eerder gekozen districtszetels een ruime meerderheid kreeg. In de daaropvolgende maanden liepen de spanningen met Zuid-Ossetië op toen de regering de smokkel van goederen via Zuid-Ossetië aanpakte. Er waren met regelmaat gewapende confrontaties op de rand van oorlog. Een poging van de regering in augustus 2004 om de regio weer onder gezag te krijgen mislukte. Het conflict domineerde Zjvania's agenda de rest van het jaar met moeilijke onderhandelingen met de Zuid-Osseten om tot een vergelijk te komen over onder meer ontwapening in de conflictzone.

## Overlijden

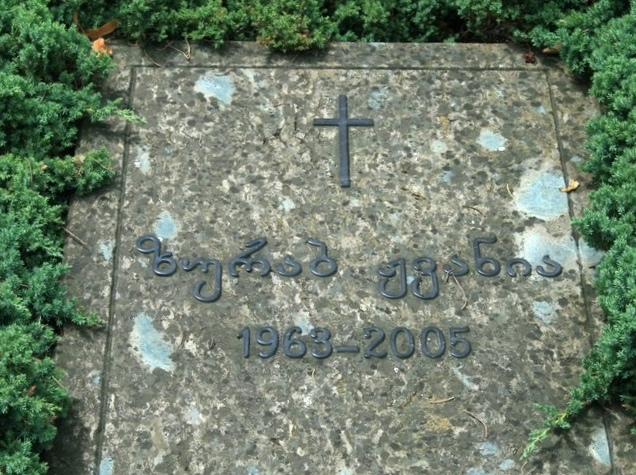
Graf Zjvania

In de vroege ochtend van 3 februari 2005 stierf Zjvania aan koolmonoxidevergiftiging door een slecht geventileerde gasverwarming in het appartement in Tbilisi van de vice-gouverneur van de regio Kvemo Kartli, Raoel Oespepov, die ook overleed. Er werden geen bewijzen gevonden dat hun dood met een misdrijf te maken had, maar mensen uit Zjvania's omgeving vermoedden dat hij was vermoord. De regering vroeg de Amerikaanse FBI onderzoek te doen om de geruchtenmachine te stillen. Die concludeerde twee maanden later dat er geen sprake was van een misdrijf en dat de officiële lezing correct was. Kort na Zjvania's dood werd zijn bondgenoot en vertrouweling Zoerab Nogaideli door Saakasjvili voorgedragen als nieuwe premier en droeg hem op een nieuw kabinet te vormen. Nogaideli startte zijn politieke carrière in de Groene Partij van Zjvania.